# Aglow
Aglow International ist der Name eines internationalen und überkonfessionellen christlichen Verbandes charismatischer Prägung. Er wurde 1967 in Seattle (Washington / USA) gegründet und ist – nach eigenen Angaben – mit rund 4600 Ortsgruppen heute weltweit tätig.
In Deutschland ist der christliche Verband unter dem Namen AGLOW international – Deutschland e. V. im Vereinsregister des Amtsgerichts Wuppertal registriert. Die Geschäftsstelle des Vereins befindet sich zurzeit in Neuss.

## Name
Aglow leitet sich vom englischen Adjektiv aglow (deutsch ‚glühend; strahlend‘) her und bezieht sich auf die neutestamentliche Bibelstelle Römer 12,11 : Seid brennend im Geist! (englisch Be aglow with the spirit!).

## Geschichte
Am Anfang von Aglow stand ein privater Gebetskreis in der amerikanischen Großstadt Seattle, zu dem nur vier Frauen gehörten. Hier entwickelte sich die Idee einer christlichen Frauenbewegung ohne die Enge konfessioneller Grenzen. Der Einladung zu einem ersten Treffen, das in einem Hotel in der Nähe des Campus der Washington-Universität Seattle stattfand, folgten über einhundert Frauen. Wenige Monate später entstanden sowohl im Bundesstaat Washington als auch in anderen Staaten der USA lokale Vereinigungen mit gleichen Zielsetzungen. Bereits 1970 zählte Aglow 60 Ortsgruppen, die jeweils einmal im Monat zu einem Frauentreffen einluden. Erste Gruppen außerhalb der Vereinigten Staaten wurden in Kanada und in Neuseeland gegründet. 1974 fasste Aglow in den Niederlanden Fuß, 1977 in der Schweiz und 1979 schließlich in Deutschland. Eine erste europäische Aglow-Konferenz fand 1980 in Berlin statt, eine zweite 1985 in Hamburg. Beide Konferenzen trugen wesentlich zur Ausbreitung dieser charismatischen Frauenbewegung in den europäischen Ländern bei.
2014/2015 wurde die Organisation, welche zuvor ausschließlich für Frauen zugänglich war, sowohl International als auch in Deutschland für Männer geöffnet.

## Lehre
Die Theologie der Organisation orientiert sich weitgehend am Apostolischen Glaubensbekenntnis. Die Aglow-Mitglieder betonen jedoch die Inspiration der gesamten Bibel durch den Geist Gottes. Auch bekennen sie sich zur pfingstlichen Sonderlehre von der Taufe durch den Heiligen Geist, die sich nach dieser Auffassung vor allem in der Gabe der Zungenrede manifestiert. Kirche ist nach ihrer Sicht die Gesamtheit des Leibes Christi. Konfessionelle Schranken spielen danach nur eine untergeordnete Rolle. Aglow sieht sich selbst nicht als Kirche oder Kirchenersatz. Empfohlen wird die engagierte Mitgliedschaft in einer konkreten Ortsgemeinde.

## Arbeitsweise, Organisation und Statistik
Ausgangspunkt der Aglow-Arbeit ist die lokale Kleingruppe, die sich in verschiedenen geistlichen, missionarischen und diakonischen Bereichen engagiert. Zu ihr gehören Menschen vieler verschiedener Kirchen und Freikirchen. Auch Katholiken arbeiten bei Aglow mit. Wichtiger Bestandteil dieser Begegnungen sind Bibelstudium, Gebet sowie die Planung und Durchführung missionarisch ausgerichteter Treffen, zu denen Freunde und Nachbarn eingeladen werden. Ort dieser Veranstaltungen ist häufig ein gemieteter säkularer Raum. Im Mittelpunkt des Abends stehen neben Musik und einem gemeinsamen Essen Zeugnisse und Erfahrungsberichte von Menschen, denen meist eine Einladung zu persönlichen Nachgesprächen folgt.
Des Weiteren gibt es in Deutschland sogenannte aglow@home-Gruppen, bei denen sich Männer und Frauen über einen bestimmten Zeitraum, regelmäßig zu Hause treffen, über persönliche Erlebnisse im Glauben sprechen, sich über Persönliches austauschen und gegenseitig in einer christlichen Lebensführung unterstützen. Das gegenseitige Gebet hat einen hohen Stellenwert.
Daneben engagiert sich Aglow in verschiedenen diakonischen Kleinprojekten, unterstützen zum Beispiel alleinerziehende Mütter, leisten praktische Nachbarschaftshilfe und bieten Kleiderbörsen an.
Rund 4600 lokale Gruppen gibt es zurzeit. Sie sind in weltweit 172 (in Europa: 40) Ländern vertreten und werden durch insgesamt 21.000 verantwortliche Mitarbeiter betreut. Nach eigenen Angaben erreicht Aglow durch ihre Angebote jährlich ca. 17 Millionen Menschen.
Auf nationaler Ebene wird die Aglow-Arbeit durch einen mehrköpfigen Vorstand geleitet, der unter anderem für die Planung und Durchführung überregionaler Tagungen und Konferenzen sowie für die Begleitung der lokalen Mitarbeiter-Teams zuständig ist.
Der Hauptsitz von Aglow International befindet sich zurzeit in Edmonds im amerikanischen Staat Washington. Der internationale Vorstand besteht aus 11 Personen. Sechs Vorstandsmitglieder sind in den USA beheimatet und fünf in anderen Ländern.

## Veröffentlichungen
- Aglow-Bibelstudienbücher
  - Gott liebt Frauen
  - Das Wort
  - Der Heilige Geist und seine Gaben
- Weitere Veröffentlichungen
  - Jane Hansen: Aus dem Herzen einer Frau, Kreuzlingen
  - Quin Sherrer: Gebet für unsere Kinder. Eine Anleitung für Eltern, Paten und Freunde, Projektion J.
  - Barbara Cook: Frau sein – Stark sein (Original: Ordinary women, extraordinary strength)
- Zeitschrift
  - Aglow-Magazin Freude